# Черепишка
Черепишка (Черепинской овраг, Элеваторный ручей) — река на юге Москвы, в районе Бирюлёво Восточное. Левый приток Язвенки (по другим данным — левый приток Бирюлёвского ручья).
Река протекала в северной части бывшего посёлка Бирюлёво. Её длина около 1,9 км (по другим данным — 4 км вместе с временным водотоком в верховьях и Бирюлёвским заливом Верхнего Царицынского пруда), после застройки района жилыми домами была частично засыпана и выведена большей частью в подземный коллектор. Начиналась у станции Бирюлёво-Товарная и проходила вдоль Донбасской, Бирюлёвской и Элеваторной улиц. Устье реки расположено у Липецкой улицы, в северной части Бирюлёвского дендропарка.

## История
Происхождение названия реки не установлено, возможно, оно произошло от прозвища «Череп». На речке в конце XVII — начале XVIII вв. существовала деревня Черепиха, принадлежавшая князю Фёдору Юрьевичу Ромодановскому. После смерти князя в 1717 году деревня запустела, на её месте были дворцовые леса, ныне Бирюлёвский дендропарк.

## Современное описание
Временный водоток начинался в районе современной Медынской улицы, постоянный — от станции Бирюлёво-Товарная. Далее река в коллекторе протекает на север вдоль Бирюлёвской улицы, пересекает Элеваторную улицу и поворачивает на восток. Западнее Бирюлёвской улицы долина засыпана, но частично заметна в виде озеленённой низины. В открытом русле сохранился участок длиной 1,2 км, из которых 150 метров выше Липецкой улицы, остальная часть ниже её по течению. Ширина реки выше Липецкой улицы около 1 метра. Ниже Липецкой улицы принимает с правой стороны Бирюлёвский ручей. Различные источники рассматривают далее в качестве главной реки Черепишку или Бирюлёвский ручей. Далее водоток направлен на север. Проходит через пруды-отстойники, далее в коллекторе под 3-й Радиальной улицей и впадает в Бирюлёвский залив Верхнего Царицынского пруда, представляющий собой затопленную пойму реки. Течение реки оценивается как быстрое, русло каменистое.